# Choricarpia
Choricarpia é um género botânico pertencente à família Myrtaceae, com apenas duas espécies, endémicas da Austrália.

## Descrição
Têm porte arbóreo. As folhas são opostas e apresentam glândulas oleíferas densas. As suas inflorescências são também densas, compostas por flores isoladas e pedunculadas, tetrâmeras ou pentâmeras, com sépalas de pequenas dimensões e pétalas pequenas ou ausentes. Os estames são numerosos, dispostos apenas numa fila. O ovário é semi-ínfero, com dois lóculos e óvulos solitários em cada lóculo. Os carpelos caracterizam-se por estiletes compridos e estigma não dilatado. As sementes são ovóides.
A espécie Choricarpia leptopetala distingue-se da Choricarpia subargentea por apresentar pedúnculos  de 15 a 30 mm de comprimento, estames de 4 a 8 mm de comprimento e corpo glabrescente, enquanto que a segunda espécie apresenta pedúnculos de 4 a 10 mm de comprimento; estames de 2 a 4 mm de comprimento e corpo tomentoso.